# Telephlebia cyclops
Telephlebia cyclops är en trollsländeart som beskrevs av Tillyard 1916. Telephlebia cyclops ingår i släktet Telephlebia och familjen mosaiktrollsländor. Inga underarter finns listade i Catalogue of Life.